# Várkerület
Várkerület, o distretto I (in ungherese I. kerülete), è un distretto di Budapest, nella parte storica di Buda.
Il nome "Várkerület", che significa letteralmente "distretto del Castello", deriva dal Castello di Buda che sorge nel distretto.
Al 1º gennaio 2016 contava 25 196 abitanti.

## Amministrazione

### Gemellaggi
- Innere Stadt (Vienna);
- Praga 1;
- Marlow;
- Ratisbona;
- Capestrano;
- Odorheiu Secuiesc;
- Senta;
- Città Vecchia (Bratislava);
- Lendava;
- Carouge.